# Resolució 377 del Consell de Seguretat de les Nacions Unides
La Resolució 377 del Consell de Seguretat de les Nacions Unides, adoptada el 22 octubre 1975, tractava de la situació al Sàhara Occidental. El Consell va reafirmar el treball recent de l'Assemblea General i es va prendre nota d'una carta del representant permanent d'Espanya. Després el Consell invocà l'article 34 de la Carta de les Nacions Unides per sol·licitar al Secretari General que mantingués consultes immediates amb les parts afectades, s'interessés i informés al Consell de Seguretat tan aviat com fos possible dels resultats.
El Consell va posar èmfasi en que no volia perjudicar qualsevol negociació que l'Assemblea General pogués emprendre i va fer una crida a les partsi interessats a actuar amb moderació i mesura.
No es donaren detalls de la votació, a part d'això, va ser "aprovada per consens."
La resolució va ser adoptada arran de la invasió i annexió del Sàhara Occidental per part del Marroc després que Espanya abandonés el territori. Les Nacions Unides es va negar a reconèixer la reivindicació; el Consell va reafirmar la resolució 1514 de l'Assemblea General de les Nacions Unides del 14 de desembre de 1960, i totes les altres resolucions sobre el territori.